# Moral insanity
Moral insanity (engl. für „moralischer Wahnsinn“, äquivalente deutsche Begriffe sind moralischer Schwachsinn, moralische Idiotie und moralisches Irresein) ist ein historischer Begriff aus der Psychiatrie.
Der Begriff wurde um 1835 vom englischen Arzt James Cowles Prichard geprägt und bezeichnet nicht nur einen Zustand von Gefühlskälte, Grausamkeit und absolutem Egoismus, verbunden mit einem starken Mangel an sittlichem Urteilsvermögen, sondern wurde damals allgemein für Persönlichkeitsstörungen verwendet.
Eine berühmte Persönlichkeit, die sich im 19. Jahrhundert mit der Diagnose „moral insanity“ konfrontiert sah, war Herzogin Sophie Charlotte von Alencon, die ehemalige Verlobte König Ludwigs II. von Bayern. Sophie Charlottes Biograf konnte allerdings überzeugend rekonstruieren, wie sehr die Diagnose in diesem Fall instrumentalisiert wurde, um die widerspenstige Herzogin von ihrem Wunsch, sich scheiden zu lassen, um einen Arzt zu heiraten, abzubringen. Die Diagnose diente als Grundlage für eine Zwangseinweisung in ein Sanatorium des Psychiaters Richard von Krafft-Ebing.